# IIHF Women’s Challenge Cup of Asia 2012
Der IIHF Women’s Challenge Cup of Asia 2012 war die dritte Austragung des durch die Internationale Eishockey-Föderation IIHF durchgeführten Wettbewerbs. Das Turnier wurde vom 15. bis 19. Februar 2012 in der chinesischen Millionenmetropole Qiqihar ausgetragen. Gespielt wurde in der Eislaufhalle der Qiqihar-Eishalle.
Den Titel sicherte sich zum zweiten Mal Japan, das sich im Finalspiel knapp mit 3:1 gegen die Volksrepublik China durchsetzte und damit den Vorjahrestitel erfolgreich verteidigte.

## Modus
Es nahmen vier Mannschaften teil. Nach einer Vorrunde im Rundensystem wurden Finalspiele um die Medaillen ausgetragen.

## Austragungsort
| \| Qiqihar \|                  |
| Austragungsort des Wettbewerbs |
| Qiqihar                        |

| Qiqihar |

## Turnierverlauf

### Vorrunde
| 15. Februar 2012 16:15 Uhr | Volksrepublik China | 12:0 (5:0, 5:0, 2:0) Spielbericht | Volksrepublik China B | Qiqihar-Eishalle, Qiqihar Zuschauer: 220 |

| 15. Februar 2012 19:15 Uhr | Japan | 6:1 (2:0, 2:1, 2:0) Spielbericht | Südkorea | Qiqihar-Eishalle, Qiqihar Zuschauer: 1.935 |

| 16. Februar 2012 16:15 Uhr | Volksrepublik China | 3:0 (0:0, 3:0, 0:0) Spielbericht | Südkorea | Qiqihar-Eishalle, Qiqihar Zuschauer: 374 |

| 16. Februar 2012 19:15 Uhr | Volksrepublik China B | 0:12 (0:4, 0:6, 0:2) Spielbericht | Japan | Qiqihar-Eishalle, Qiqihar Zuschauer: 312 |

| 18. Februar 2012 16:15 Uhr | Volksrepublik China | 4:2 (1:0, 2:1, 1:1) Spielbericht | Japan | Qiqihar-Eishalle, Qiqihar Zuschauer: 2.012 |

| 18. Februar 2012 19:15 Uhr | Südkorea | 3:4 n. P. (0:0, 2:0, 1:3, 0:0, 0:1) Spielbericht | Volksrepublik China B | Qiqihar-Eishalle, Qiqihar Zuschauer: 293 |

| Pl. |                       | Sp | S | OTS | OTN | N | Tore  | Punkte |
| 1.  | Volksrepublik China   | 3  | 3 | 0   | 0   | 0 | 19:02 | 9      |
| 2.  | Japan                 | 3  | 2 | 0   | 0   | 1 | 20:05 | 6      |
| 3.  | Volksrepublik China B | 3  | 0 | 1   | 0   | 2 | 04:27 | 2      |
| 4.  | Südkorea              | 3  | 0 | 0   | 1   | 2 | 04:13 | 1      |

Abkürzungen: Pl. = Platz, Sp = Spiele, S = Siege, OTS = Siege nach Verlängerung (Overtime) oder Penaltyschießen, OTN = Niederlagen nach Verlängerung oder Penaltyschießen, N = Niederlagen

### Finalrunde
Spiel um Platz 3
| 19. Februar 2012 14:00 Uhr | Volksrepublik China B | 2:1 (2:1, 0:0, 0:0) Spielbericht | Südkorea | Qiqihar-Eishalle, Qiqihar Zuschauer: 2.290 |

Finale
| 19. Februar 2012 11:00 Uhr | Volksrepublik China | 1:3 (0:0, 0:2, 1:1) Spielbericht | Japan | Qiqihar-Eishalle, Qiqihar Zuschauer: 2.312 |